# 独孤盛 (北周)
独孤盛（?—?），北周将领。
560年九月初七，独孤盛率水军和贺若敦伐陈。九月十三，陈朝派仪同三司徐度到巴丘。秋水泛滥，独孤盛、贺若敦的粮路被切断，只好分军去抢掠，贺若敦假装自己军粮充足，迷惑陈军。十月十五，陈国侯瑱在杨叶洲击败独孤盛军。独孤盛收拢败兵自保。十二月廿二日，北周巴陵城主尉迟宪降陈朝，陈朝巴州刺史侯安鼎去守卫巴陵。十二月廿三日，独孤盛带残兵从杨叶洲悄悄地逃走。